# Attaccante

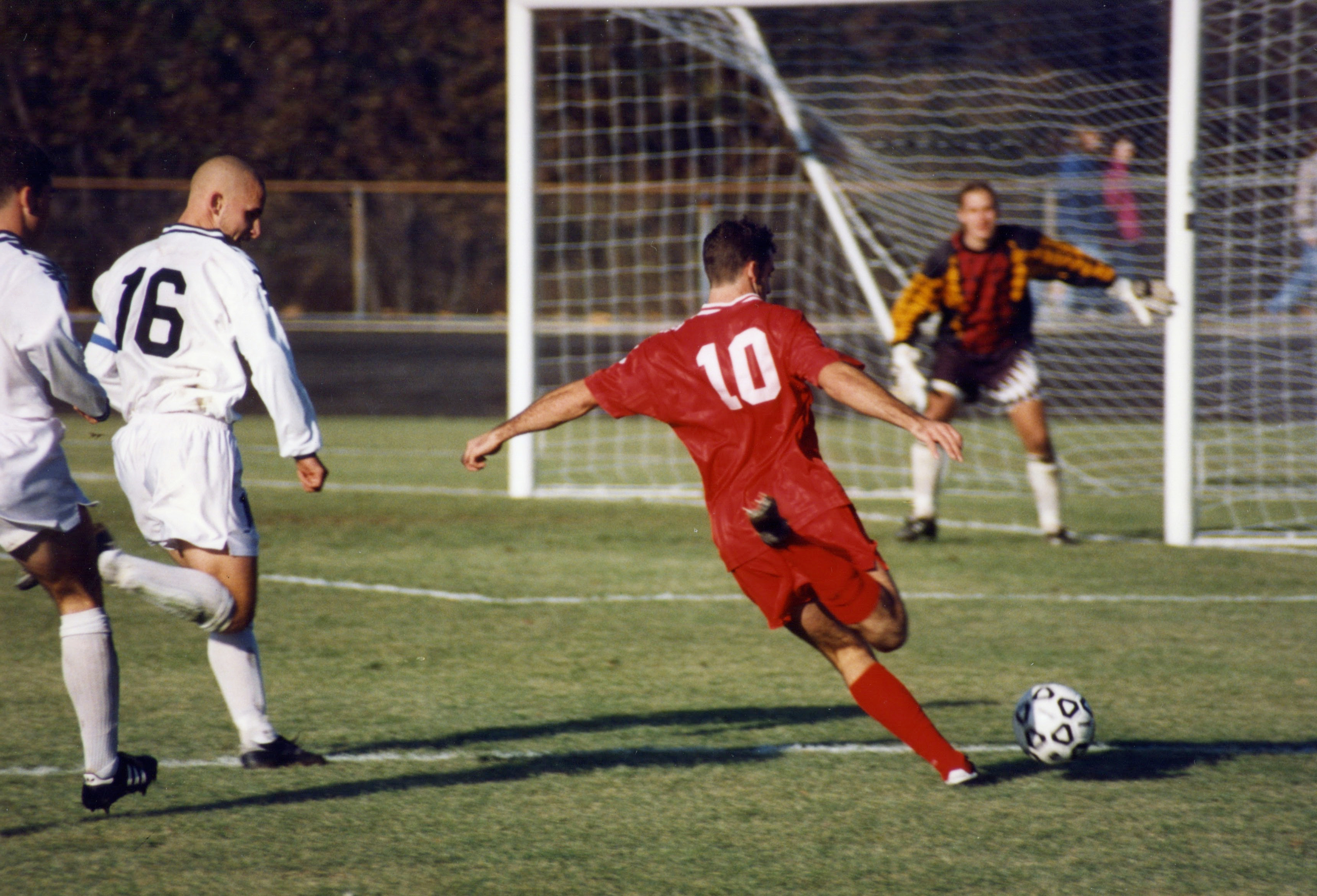
Un attaccante (in maglia rossa) si appresta a tirare in porta durante una partita di calcio

Negli sport di gruppo con palla, gli attaccanti sono gli atleti che giocano in zona offensiva con l'obiettivo di realizzare i punti per la propria squadra. Sportivamente, e concettualmente, il ruolo di attaccante è contrapposto a quello del difensore.

## Nei vari sport

### Calcio
Nel calcio, gli attaccanti sono i giocatori più avanzati e hanno il compito di segnare i gol per la loro formazione. Analogo compito spetta al pivot nel calcio a 5.

### Hockey
I ruoli offensivi dell'hockey - in ogni sua variante - richiamano quelli calcistici, distinguendosi anche qui gli attaccanti in centrale e laterale. Hanno anch'essi il compito di realizzare gol.

### Pallanuoto
L'attaccante della pallanuoto viene definito "centroboa" ed è il giocatore più avanzato della formazione.

### Altre discipline
Gli attaccanti sono presenti anche in altri sport, tra cui la pallacanestro (centro o pivot) e la pallavolo (schiacciatori opposti o laterale).

## Cannoniere
Il termine «cannoniere», coniato durante l'epoca fascista, indica un attaccante capace di realizzare un considerevole quantitativo di punti. L'espressione è anche resa dai prestiti linguistici bomber e goleador.